# Horní Bečva
Horní Bečva (deutsch Ober Beczwa) ist eine Gemeinde in Tschechien. Sie gehört zum Okres Vsetín.

## Geographie
Die Gemeinde liegt in den Mährisch-Schlesischen Beskiden, rund 12 Kilometer von Vsetín und 38 Kilometer von Zlín entfernt. Durch das Dorf führt die Silnice I/35 mitsamt der Europastraße 442. Es befindet sich hier außerdem ein Sportplatz, ein Friedhof, eine Tankstelle, ein größerer Supermarkt, eine katholische Kirche, eine Klinik sowie zahlreiche Hotels. Außerdem liegt hier die Quelle der Rožnovská Bečva, die mittlerweile ein Naturdenkmal ist.
Horní Bečva gilt als Erholungsort. Es gibt hier markierte Wanderwege sowie Skilifte. Im Dorf wird auch Wassersport betrieben, im Sommer ist Baden in einem See der Rožnovská Bečva möglich.
Die slowakische Grenze ist nur 3 Kilometer vom Dorf entfernt.

## Geschichte
Horní Bečva wurde 1659 erstmals urkundlich erwähnt. Im folgenden Jahrhundert wurden hier eine Glashütte sowie eine Holzverarbeitungsfabrik errichtet. 1792 folgte dann die erste bekannte Kirche. 1937 wurde ein Deich zum Schutz vor Fluten erbaut, der heute nicht mehr genutzt wird. Im Zweiten Weltkrieg galt Horní Bečva als Treffpunkt für Partisanen, die gegen die deutsche Macht kämpften.

## Bevölkerungsentwicklung
| Jahr      | 1869 | 1880 | 1890 | 1900 | 1910 | 1921 | 1930 | 1950 | 1961 | 1970 | 1980 | 1991 | 2001 | 2011 | 2021 |
| --------- | ---- | ---- | ---- | ---- | ---- | ---- | ---- | ---- | ---- | ---- | ---- | ---- | ---- | ---- | ---- |
| Einwohner | 2697 | 3079 | 2773 | 2941 | 3139 | 3002 | 3259 | 2718 | 3256 | 2994 | 2729 | 2457 | 2419 | 2414 | 2379 |

## Sehenswürdigkeiten
- Kirche St. Johannes und Paulus
- Hotel Duo
- Skiresort

## Galerie

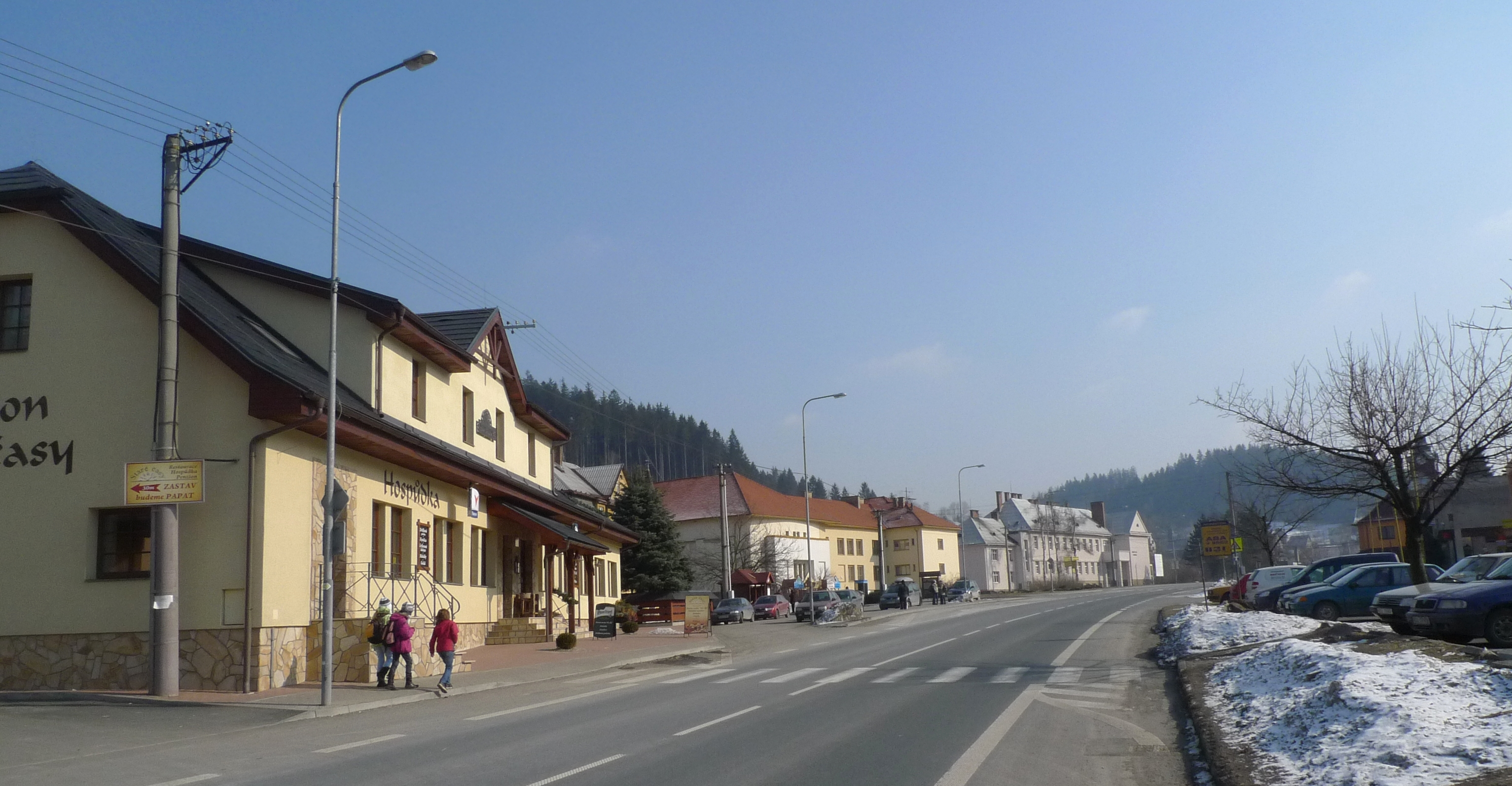
Horní Bečva im Winter
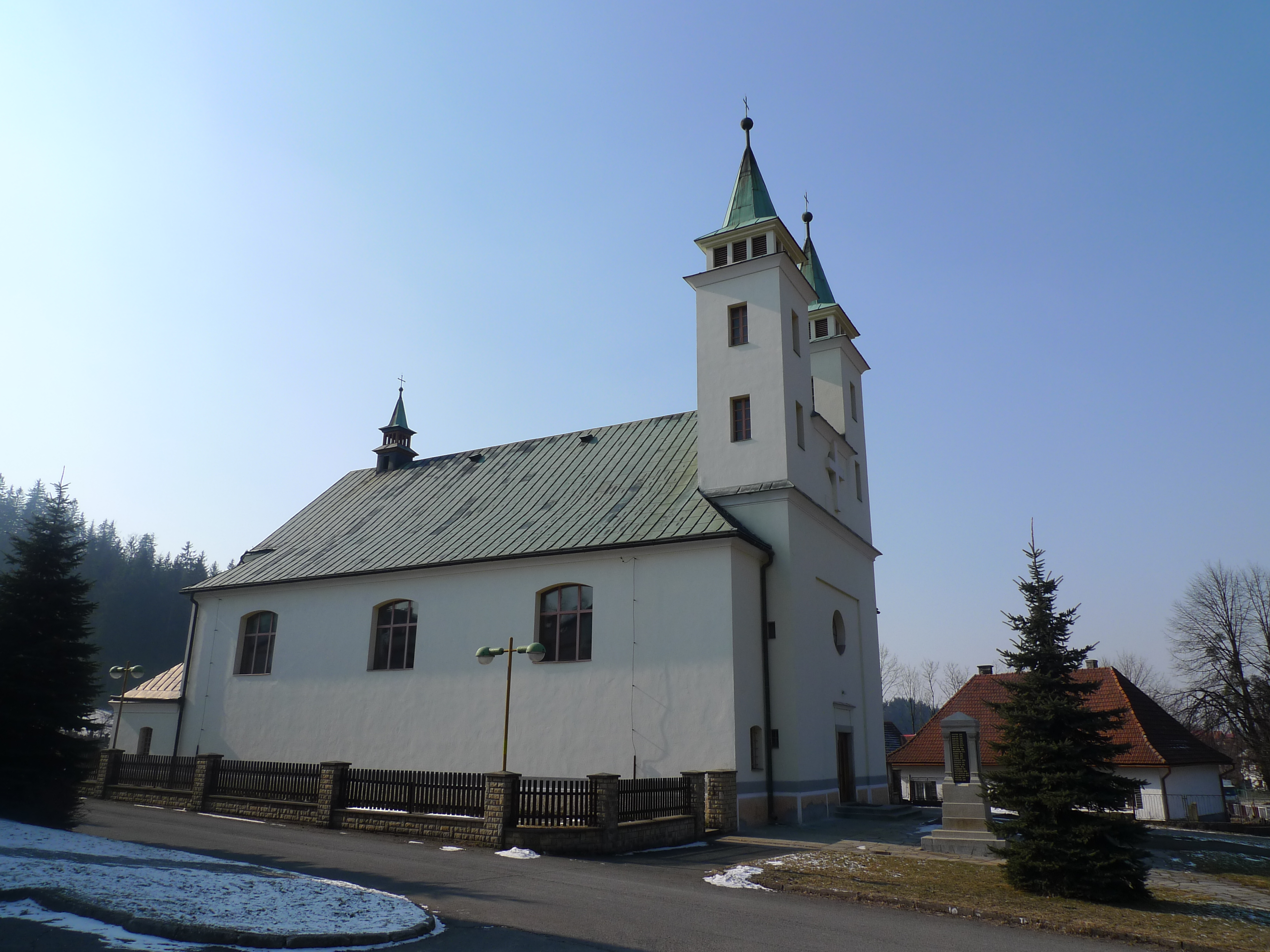
Die Kirche im Dorf
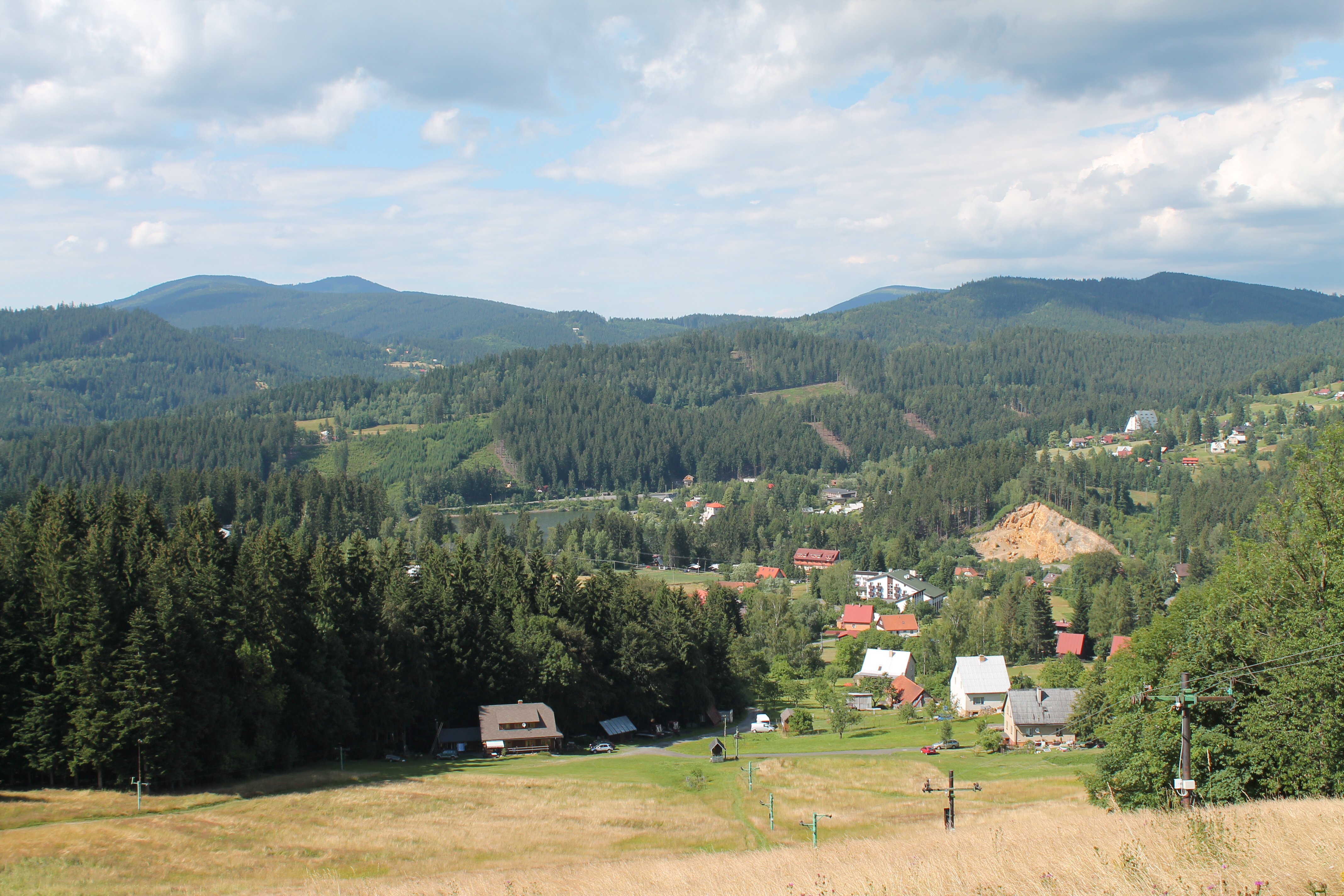
Blick ins Tal